# Durrães
Durrães é uma povoação portuguesa do Município de Barcelos que foi sede da extinta Freguesia de Durrães, freguesia que tinha 2,5 km² de área e 723 habitantes (2011), e, por isso, uma densidade populacional de 289,2 hab/km².
A Freguesia de Durrães foi agregada à Freguesia de Tregosa em 2013, no âmbito de uma reforma administrativa nacional, para formar uma nova freguesia denominada União das Freguesias de Durrães e Tregosa com sede em Tregosa.

## População
| População da freguesia de Durrães (1864 – 2011) | População da freguesia de Durrães (1864 – 2011) | População da freguesia de Durrães (1864 – 2011) | População da freguesia de Durrães (1864 – 2011) | População da freguesia de Durrães (1864 – 2011) | População da freguesia de Durrães (1864 – 2011) | População da freguesia de Durrães (1864 – 2011) | População da freguesia de Durrães (1864 – 2011) | População da freguesia de Durrães (1864 – 2011) | População da freguesia de Durrães (1864 – 2011) | População da freguesia de Durrães (1864 – 2011) | População da freguesia de Durrães (1864 – 2011) | População da freguesia de Durrães (1864 – 2011) | População da freguesia de Durrães (1864 – 2011) | População da freguesia de Durrães (1864 – 2011) |
| ----------------------------------------------- | ----------------------------------------------- | ----------------------------------------------- | ----------------------------------------------- | ----------------------------------------------- | ----------------------------------------------- | ----------------------------------------------- | ----------------------------------------------- | ----------------------------------------------- | ----------------------------------------------- | ----------------------------------------------- | ----------------------------------------------- | ----------------------------------------------- | ----------------------------------------------- | ----------------------------------------------- |
| 1864                                            | 1878                                            | 1890                                            | 1900                                            | 1911                                            | 1920                                            | 1930                                            | 1940                                            | 1950                                            | 1960                                            | 1970                                            | 1981                                            | 1991                                            | 2001                                            | 2011                                            |
| 384                                             | 425                                             | 386                                             | 441                                             | 498                                             | 506                                             | 661                                             | 611                                             | 679                                             | 770                                             | 754                                             | 827                                             | 708                                             | 785                                             | 723                                             |

## Associações de Durrães
Existem em Durrães várias associações que promovem conjuntamente o desenvolvimento da localidade.
- GEN (Grupo de estudos Históricos do Vale do Neiva) - está inserido na Casa do povo de Durrães e, tal como o próprio nome indica, ocupa-se da arqueologia do Vale do Neiva tendo vindo a desenvolver várias actividades desde 1977. A Casa do Povo está também ligada à promoção da cultura na povoação, promovendo feiras do livro anuais (contando ja com sete edições), actividades de verão para jovens (OTL) em conjunto com o IPJ, exposições, ligação gratuita à internet, biblioteca, apoio escolar, entre muitos outros.
- Grupo Cénico Lirio do Neiva - tem recuperado peças antigas que fazem sucesso por onde passam, uma vez que as suas actuações não são só em Durrães, mas espalhadas um pouco por todo o Vale do Neiva.
- Grupo Verde Aventura - é a associação-  mais recente e mais voltada para o público jovem. O BTT é a actividade que mais se destaca neste grupo.
- Casa do Povo de Durrães
- Futebol Clube Lirio do Neiva